# Fabian Brütting
Fabian Brütting (* 10. Juni 1988 in Bamberg) ist ein deutscher Basketballspieler.

## Laufbahn
Brütting begann das Basketballspielen beim SV Gundelsheim. Er empfahl sich für Auswahlmannschaften und wurde in das vom Erstligisten Brose Bamberg geleitete Nachwuchsförderprogramm „Franken 1st“ aufgenommen. Dort spielte er für den TSV Tröster Breitengüßbach in der Jugend und gewann die Deutsche Vizemeisterschaft in der U18, spielte ebenso in der 2006 neu eingerichteten Nachwuchs-Basketball-Bundesliga (NBBL) und erreichte das Schlussturnier, bei dem der deutsche Meister ermittelt wurde.
Seine erste Saison im Profibereich war 2006/2007 in der 2. Basketball-Bundesliga Süd. Im Jahr 2007/08 spielte Brütting sowohl für den TSV Tröster Breitengüßbach in der neu gegründeten Pro B, als auch für Dimplex Falke Nürnberg in der zweithöchsten Spielklasse Pro A, mit einer Doppellizenz.
Anschließend wechselte Brütting zum BBC Bayreuth in die Pro A und spielte dort bis zum Jahr 2010 und stieg mit dem BBC Bayreuth in die Basketball-Bundesliga als Meister der Pro A auf. Ebenfalls gewann er mit Bayreuth den DBB-Pokal 2010 und schaffte somit das Double. Ebenfalls wurde er mit der Universität Bayreuth Deutscher Hochschulmeister im Basketball und nahm an den Universitären Europameisterschaften in Cordoba/Spanien teil.
Zur Saison 2010/2011 wechselte Brütting zum Nürnberger BC in die Pro B. Nach nur einem Jahr zog es ihn weiter zu den Giants Nördlingen, die in der Saison 2011/12 in der Pro B antraten. Brütting war dort sechs Spielzeiten Kapitän und Leistungsträger der Mannschaften. 2014/15 wurde er zum wertvollsten Spieler der Regionalliga Südost gekürt.
Nach mehreren Knieverletzungen zog es Brütting zurück in seine Heimat und er spielte noch einige Spiele für den TSV Tröster Breitengüßbach.

## Erfolge
- Deutscher Pokalsieger mit BBC Bayreuth 2010
- Meister Pro A 2009/2010 mit BBC Bayreuth
- Meister der Regionalliga Südost 2014/15 mit Giants Nördlingen
- Player of the Year 2014/2015 Regionalliga Südost
- Deutscher Hochschulmeister 2010 mit der Universität Bayreuth

## Persönliches
Ist seit 2014 verheiratet mit seiner Frau Nina und Vater der gemeinsamen Tochter Sarah.